# Фершампенуаз (Челябинская область)
Фершампенуа́з — село, административный центр Нагайбакского района Челябинской области и Фершампенуазского сельского поселения. Посёлок был основан в двадцати километрах от посёлка Остроленского, ниже по течению реки Гумбейки (левый приток Урала), на её левом берегу при впадении в неё реки Кызыл Чилик, в степной зоне, в 60 км северо-восточнее города Магнитогорска, в 210 км юго-западнее областного центра города Челябинска.

## История
Император Николай I в 1842 году издал указ построить на границе сеть крепостей (участков), которые повелел заселить казаками-нагайбаками. Переименование участков (крепостей) произошло при оренбургском военном губернаторе Владимире Афанасьевиче Обручеве. Один из таких участков — нагайбакский казачий посёлок был назван в честь французской коммуны Фер-Шампенуаз. Он появился в 1843 году, как и Париж, через 30 лет после окончания Отечественной войны 1812 года. Посёлок № 3 Фершампенуаз получил название в связи с победой в сражении при Фер-Шампенуазе, одержанной объединёнными войсками России, Германии и Австрии 13 марта 1814 года над армией Наполеона. Всего на территории нынешнего Нагайбакского района в 1842 году было образовано 7 казачьих поселений: Кассель (посёлок № 1), Остроленка (посёлок № 2), Фершампенуаз (посёлок № 3), Париж (посёлок № 4), Требия, Арси (посёлок № 24), Куликовка (посёлок № 31) — и ещё 3 населённых пункта в конце XIX — начале XX века: Куропаткинский, Александро-Невский и Балканы.
Целенаправленное переименование старых поселений на Южном Урале связано с пугачёвским восстанием. Так 15 января 1775 года Екатерина II подписала указ о переименовании Яика в Урал, яицких казаков в уральские. «…для совершеннаго забвения сего, на Яике последовавшего несчастного происшествия, реку Яик, по которой как оное войско так и город его название свое доныне имели, по причине той, что оная река происходит из Уральских гор, переименовать Уралом, а потому и оное войско наименовать Уральским, а яицким впредь не называть, соответственно и Яицкому городку называться отныне Уральском». Соответственно и крепость, которая раньше называлась по расположению в верховьях реки Яик «Верхояицкой», после переименования реки в Урал стала называться Верхоуральской или Верхнеуральской.

## Население
| 1959 | 1970  | 1979  | 1989  | 2002  | 2010  | 2021  |
| ---- | ----- | ----- | ----- | ----- | ----- | ----- |
| 3224 | ↗3496 | ↗3938 | ↗4349 | ↗4435 | ↘4368 | ↘4048 |

В 1842—1843 годах в посёлок № 4 было поселено 350 казаков 3-го и 5-го кантонов. В 1844 году в Фершампенуазе насчитывалось мужчин — 464, женщин — 457, всего — 921 человек. В 1853 году здесь было зафиксировано количество дворов — 156, число душ мужского пола — 493. В 1854 году число дворов — 156, число душ мужского пола — 517. По переписи населения 1897 года в Фершампенуазе насчитывалось количество дворов — 243, количество жителей — 1844. Перепись населения 1926 года зафиксировала в Фершампенуазе число хозяйств — 280, населения — 1405 человек, из них мужчин — 626, женщин — 779 человек. Преобладающим этносом отмечены нагайбаки — 1382 человека, вторыми по численности являлись русские — 10 человек.

## Современность

#### Экономика
В середине 1990-х село газифицировано.
В селе работают предприятия агрохолдинга «Ситно»:
- Нагайбакское хлебоприемное предприятие, основано в 1954 г. как хлебозаготовительное предприятие, в настоящее время обеспечивает сушку, сортировку и хранение зерна, а также производство комбикормов, помол и выпечку хлебобулочных изделий для жителей села,
- Нагайбакский птицеводческий комплекс, поставляющий свою продукцию в Россию и за рубеж[9].

#### Инфраструктура
В селе действуют автовокзал, детский сад, средняя школа, детская школа искусств, физкультурно-оздоровительный комплекс, ГБУЗ «Районная больница с. Фершампенуаз».
Обустроен Парк Победы, главным архитектурным элементом которого является мемориал с Вечным Огнем в память о земляках, погибших в годы Великой Отечественной войны 1941—1945 гг.
Действует Храм Покрова Божией Матери, построенный в византийском стиле и освященный в 2005 году.

#### Культура
- Нагайбакский районный историко-краеведческий музей имени А. М. Маметьева;
- Частный минералогический музей Дом камня, основанный энтузиастом Александром Матора;
- Картинная галерея с домом ремесел.

## Уроженцы села
- Леонид Анатольевич Сметанников (род. в 1943 году), оперный певец, народный артист СССР.